# Нивы-Губинские
Нивы-Губинские (укр. Ниви-Губинські) — село в Городищенской сельской общине Луцкого района Волынской области Украины.
Код КОАТУУ — 0720881507. Население по переписи 2001 года составляло 141 человек. Население по данным 2024 года составляло 92 человека. Почтовый индекс — 45750. Телефонный код — 8-03379. Занимает площадь 4,57 км².